# الريف الحزين (فلم)
الريف الحزين فيلم مصري تم إنتاجه عام 1948، من تأليف عبد العزيز أحمد ومحمد عبد الجواد وإخراج محمد عبد الجواد و بطولة فاطمة رشدي ويحيى شاهين.

## فريق العمل
إخراج: محمد عبد الجواد
تأليف:
- عبد العزيز أحمد
- محمد عبد الجواد

إنتاج: الفنانين المتحدين
طاقم العمل:
- فاطمة رشدي
- يحيى شاهين
- دولت أبيض
- محمود المليجي
- عفاف شاكر
- منسي فهمي
- عبد العزيز أحمد
- رياض القصبجي
- جمالات زايد

## روابط خارجية
- مقالات تستعمل روابط فنية بلا صلة مع ويكي بيانات